# Roland Menges
Roland Menges (nascido em 16 de novembro de 1965 em Brunsvique) é um economista alemão e professor da Universidade de Tecnologia Clausthal.

## Vida
Menges estudou economia na Universidade Christian Albrechts em Kiel e recebeu seu diploma em 1992. Em 1993, foi pesquisador visitante no Centro de Economia Experimental da Universidade de York, Grã-Bretanha. Em 1996, tornou-se doutorado (Dr. sc. pol.) em Kiel com uma tese sobre preferências incertas e o uso adaptativo de estratégias de informação. Entre 1999 e 2003, ele foi membro da iniciativa europeia "Comércio de Certificados de Energias Renováveis" (RECS), durante a fase piloto do comércio de certificados europeus. Ele recebeu sua habilitação em economia em 2006 com uma tese sobre o fornecimento de bens ambientais públicos na Universidade de Flensburg.
Desde julho de 2010, Menges é professor de economia, especialmente macroeconomia na Universidade de Tecnologia Clausthal. Suas principais áreas de pesquisa são economia ambiental, economia comportamental e pesquisa econômica experimental, especificamente ele lida, por exemplo, com a aceitação social da transição energética. Ele é membro do Centro de Pesquisa Energética da Baixa Saxônia. Em 2019, ele foi co-editor do Compêndio de Teoria Econômica e Política Econômica, no qual escreveu uma contribuição para a economia ambiental. O compêndio foi publicado pela Springer-Verlag.